# Битка код Фонтноа (1745)
Битка код Фонтноа одиграла се 11. маја 1745. године између француске војске са једне и савезничке војске са друге стране. Битка је део рата за аустријско наслеђе и завршена је победом Француза.

## Битка
Французи (око 50.000) под маршалом Морицом Саксонским штитили су код Фонтноа опсаду тврђаве Турне. Њихово десно крило се код утврђеног Антоана наслањало на реку Шелду. Између Антоана и Фонтноа била су подугнута 4 редуга, а код Фонтноа и Горен-Рамкроа по један. Главнина пешадије била је распоређена иза редута, а коњица позади пешадије. Савезници (Холанђани, Британци, Хановерци и Аустријанци) имали су укупно око 52.000 људи под командом Виљема Камберленда. Наступали су са истока ради деблокаде Турнеа. Дана 11. маја напали су француске положаје код Фонтноа. Напади њихових крила нису успели. У центру је Камберленд прикупио главнину англо-хановерске пешадије у једној колони ради напада између шуме и Фонтноа. Она је пробила француску прву линију, али је заустављена пред другом. Тада је Мориц Саксонски напао коњицом англо-хановерску колону и уз подршку артиљерије је разбио. Остаци су се повукли према Везону. Губици: Французи 7200, савезници 10-12.000. После ове битке, цела западна Белгија била је у рукама Француске.